# Magnus Rød
Magnus Abelvik Rød, né le 7 juillet 1997 à Oslo, est un joueur norvégien de handball professionnel évoluant au poste d'arrière droit au club de Kolstad.

## Biographie
Grand espoir du handball norvégien, il fait ses débuts en équipe nationale à 18 ans le 4 juin 2016. Pour sa première sélection, il inscrit quatre buts face à la Biélorussie. 
En janvier 2017, il fait partie des joueurs retenus pour disputer le championnat du monde 2017 en France. Il dispute 9 matchs pour 10 buts inscrits et atteint la finale de la compétition, perdue face à la France (33-26). 

## Palmarès

### En clubs
- Championnat d'Allemagne (2) : 2018, 2019
- Supercoupe d'Allemagne (1) : 2019
- Championnat de Norvège (1) :  2024
- Coupe de Norvège (1) : 2024

### En sélection
- Médaille d'argent au Championnat du monde 2017
- 7e place au Championnat d'Europe 2018
- Médaille d'argent au Championnat du monde 2019
- Médaille de bronze au Championnat d'Europe 2020
- 7e place aux Jeux olympiques de 2020
- 9e place au Championnat d'Europe 2024
- 10e place au Championnat du monde 2025

Autres
- Médaille de bronze aux Jeux olympiques de la jeunesse de 2014